# Central (Carolina del Sud)
Central és una població dels Estats Units a l'estat de Carolina del Sud. Segons el cens del 2000 tenia 3.522 habitants.

## Demografia
Segons el cens del 2000, Central tenia 3.522 habitants, 1.560 habitatges i 617 famílies. La densitat de població era de 564,3 habitants/km².
Dels 1.560 habitatges en un 17,2% hi vivien nens de menys de 18 anys, en un 27,1% hi vivien parelles casades, en un 8,9% dones solteres, i en un 60,4% no eren unitats familiars. En el 35,1% dels habitatges hi vivien persones soles el 7,2% de les quals corresponia a persones de 65 anys o més que vivien soles. El nombre mitjà de persones vivint en cada habitatge era de 2,19 i el nombre mitjà de persones que vivien en cada família era de 2,91.
Per edats la població es repartia de la següent manera: un 15,1% tenia menys de 18 anys, un 37,4% entre 18 i 24, un 25,7% entre 25 i 44, un 12,7% de 45 a 60 i un 9,2% 65 anys o més.
L'edat mediana era de 24 anys. Per cada 100 dones de 18 o més anys hi havia 115,5 homes.
La renda mediana per habitatge era de 23.869 $ i la renda mediana per família de 39.524 $. Els homes tenien una renda mediana de 26.855 $ mentre que les dones 22.207 $. La renda per capita de la població era de 14.394 $. Entorn de l'11,3% de les famílies i el 29,2% de la població estaven per davall del llindar de pobresa.

## Poblacions més properes
El següent diagrama mostra les poblacions més properes.